# Luftfahrtantriebe

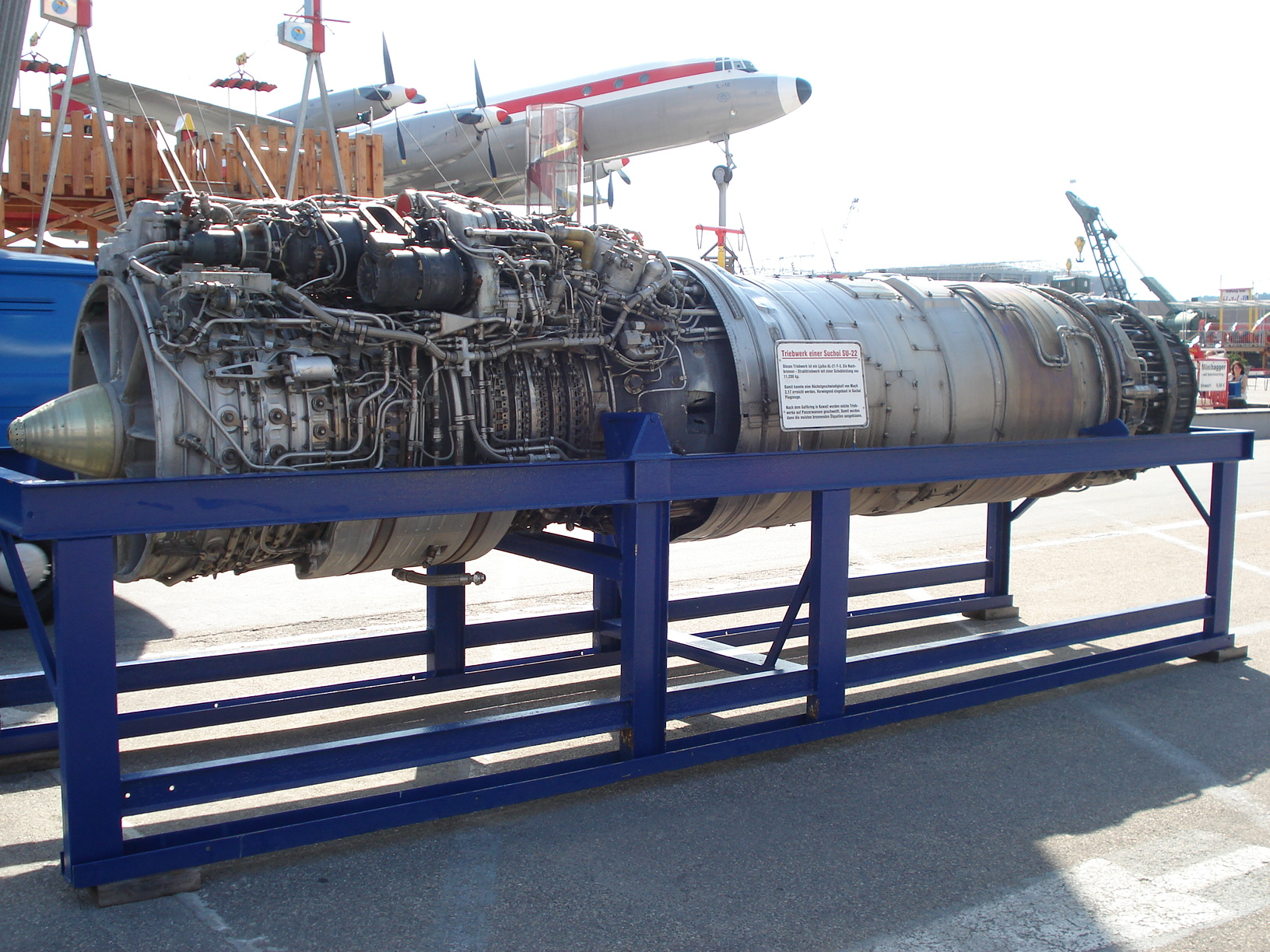
Das Triebwerk einer Suchoi Su-22

Luftfahrtantriebe ist eine zusammenfassende Bezeichnung für die zur Vortriebserzeugung eines Luftfahrzeugs verwendeten Triebwerke. Neben der eigentlichen kraftentfaltenden Komponente („Motor“) werden, wenn vorhanden, meist auch Propeller und Getriebe dazugezählt, die zwar nicht der eigentlichen Kraftgewinnung, jedoch der Vortriebsentfaltung dienen. Der Antrieb ermöglicht dem Fluggerät, die (Vortriebs-)Kraft zu erhalten, um aktiv vom Boden abzuheben, selbständig Höhe zu gewinnen und sich im Luftraum vorwärts zu bewegen.
Für technische Systeme kann mitunter auch die Schwerkraft als Antrieb gelten, mit ihr ist einem Flugzeug jedoch nur Gleitflug oder, unter Ausnutzen von Aufwind, Segelflug möglich.
Bei zivilen Flugzeugen ist der Begriff des Antriebssystems (engl. Propulsion System) abzugrenzen, der eine aus Triebwerk, Triebwerksverkleidung und Schubumkehr bestehende Baugruppe bezeichnen kann.

## Geschichtliche Entwicklung

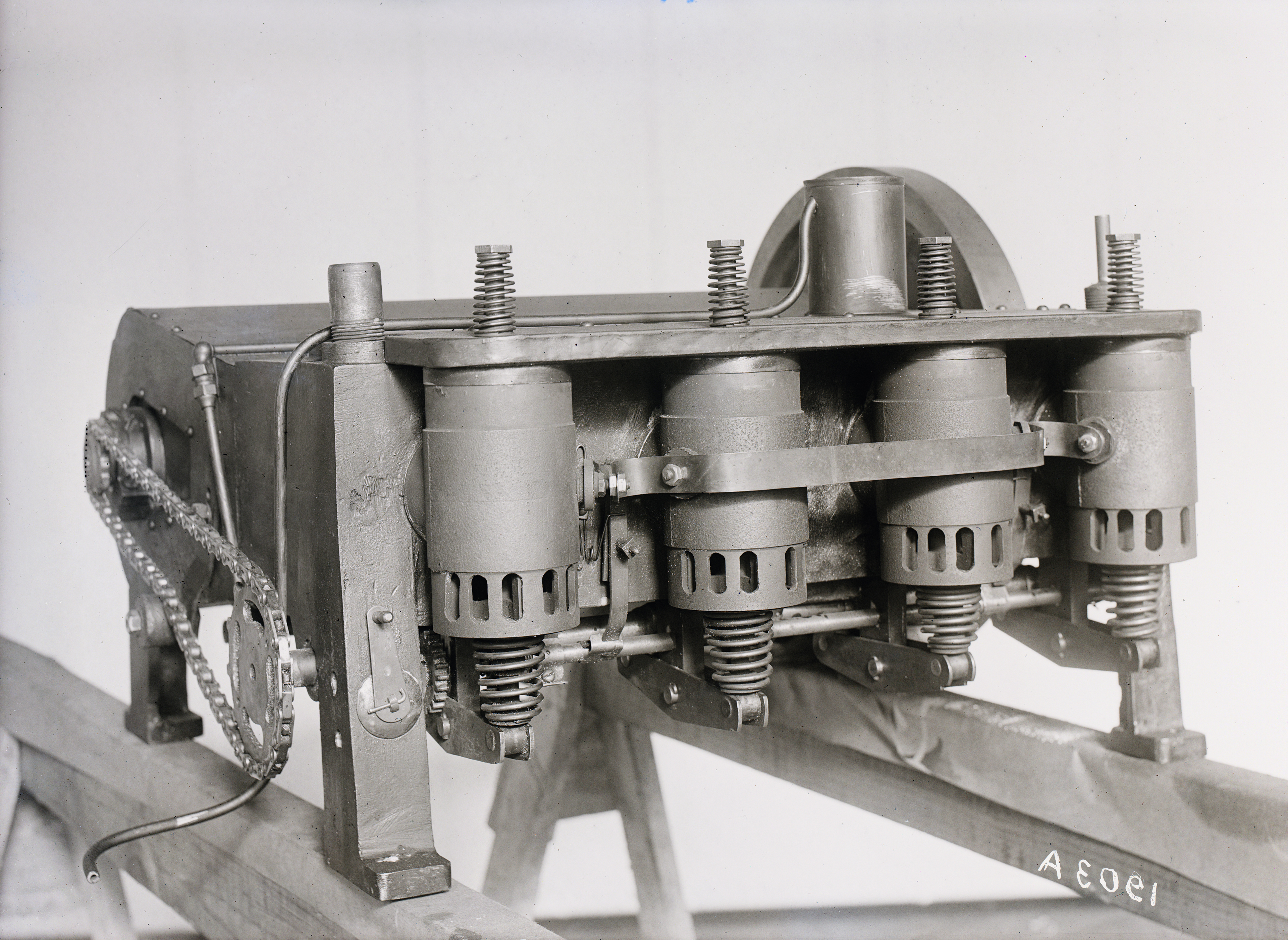
Der 1903 für den Wright Flyer hergestellte Vierzylinder-Reihenmotor, der 8,8 kW (12 PS) leistete, 81 kg wog und über Kettengetriebe zwei gegenläufige Zweiblattpropeller antrieb (Bild vom 10. Januar 1928).

Am Anfang der heutigen Luftfahrt wurde der Auftrieb durch erwärmte Luft oder von Gasen ausgenutzt („Leichter-als-Luft“), um sich dann vom Wind treiben zu lassen (Montgolfière; Ballonfahren; Ballonflug über den Ärmelkanal am 7. Januar 1785).
Später wurden antriebslose Gleitflugzeuge entwickelt (Albrecht Ludwig Berblinger („Schneider von Ulm“) bis 1811, Otto Lilienthal ab 1891, Brüder Wright ab 1899), doch die Gewichtskraft verhindert das Halten der Flughöhe und einen dauerhaften Streckenflug. Ein ausreichend leistungsfähiger Luftfahrtantrieb, der die notwendige Energie zum Halten der Flughöhe liefern konnte, stand zunächst in der Praxis wegen der zu hohen Gewichte der Motoren nicht zur Verfügung. Erst mit der Entwicklung leichterer Benzinmotoren, die zusammen mit Benzin eine günstige Kombination von Leistungsgewicht und Energiedichte boten, konnten Fluggeräte, die schwerer als Luft waren, selbstständig abheben, aus eigener Kraft Höhe gewinnen und Strecken fliegen, ohne dabei Höhe zu verlieren (17. Dezember 1903, Wright Flyer).
Segelflugzeuge, die mittels Aufwinden längere Strecken bewältigen können, wurden erst in den 1920er Jahren – nach dem Motorflug – entwickelt (Rhön-Segelflugwettbewerb).

## Antriebsarten

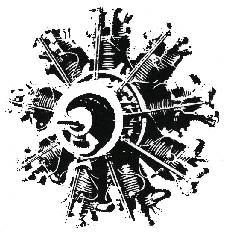
Zeichnung eines Neunzylinder-Sternmotors einer Junkers Ju 52/3m

Es gibt eine Vielzahl von verschiedenartigen Antrieben für Fluggeräte. Es kommen bis heute vor allem Verbrennungskraftmaschinen zum Einsatz. Sie unterteilen sich in die zwei Gruppen der luftatmenden und nicht-luftatmenden Antriebe. Zum Umkehren der Schubrichtung eines Triebwerks wird eine Schubumkehr verwendet (siehe auch Senkrechtstart und -landung).

### Luftatmende Antriebe
Luftatmende Antriebe beziehen den zur Verbrennung des Treibstoffs notwendigen Sauerstoff aus der Umgebungsluft.

#### Flugmotor
Ein Flugmotor (auch Flugzeugmotor) ist ein Verbrennungsmotor (am häufigsten in Form eines Hubkolbenmotors), der speziell für den Einsatz in einem Luftfahrzeug konstruiert wurde. Er stellt mechanische Leistung an einer Welle bereit („Wellenleistung“; siehe auch Rotationsenergie) und treibt, meist über ein Propellergetriebe, die Luftschraube an. Gängige Bauformen von Hubkolben-Flugmotoren sind Stern-, Reihen-, Boxer- oder Wankelmotoren.

#### Strahltriebwerk

Querschnitte im Vergleich:
(a) Turbojet („Gasturbine“)
(b) Ramjet
(c) Scramjet.
Links die Verdichtung, in der Mitte die Verbrennung und rechts der Heißgasaustritt.

Luftatmende Strahltriebwerke erzeugen den Vortrieb ganz oder teilweise durch die Rückstoßwirkung des Abgasstrahls. Neben den luftatmenden Strahltriebwerken in den drei Bauformen Turbinen-Strahltriebwerk, Staustrahltriebwerk und Pulsstrahltriebwerk zählt auch das Raketentriebwerk (siehe unten) zu den Strahltriebwerken.

##### Turbinen-Strahltriebwerk
Turbinen-Strahltriebwerke basieren auf der Gasturbine.
- Der Turbojet erzeugt Vortrieb nur durch den Abgasstrahl: Die angesaugte Luft wird vom Verdichter komprimiert und in der Brennkammer zusammen mit Kerosin verbrannt, wobei sich die Temperatur der Mischung aus Verbrennungsgas und Luft (Heißgas) stark erhöht. Die anschließende Turbine expandiert das Gas und entzieht ihm Energie, um damit den Verdichter anzutreiben. Die verbleibende kinetische Energie des Abgasstrahles erzeugt Schub und damit den Vortrieb.
- Das Mantelstromtriebwerk (engl. turbofan) ist weitgehend gleich aufgebaut wie der Turbojet. Zusätzlich treibt die Turbine die vor dem Verdichter befindlichen großen „Fan“-Schaufelblätter an, die ähnlich einem Propeller eine große Luftmenge an der eigentlichen Gasturbine vorbei nach hinten blasen. Dieser Mantelstrom erbringt meist den Großteil der Antriebsleistung; der vom Abgasstrahl erzeugte Schub ist vergleichsweise gering. Diese Bauform wird bei praktisch allen Nicht-Propeller-Flugzeugen verwendet.
- Ein Turboprop-Triebwerk ist eine Gasturbine, die an ihrer Welle Rotationsleistung zum Antrieb eines Propellers eines Flugzeugs abgibt. Eng damit verwandt ist das Hubschraubertriebwerk, das Haupt- und Heckrotor eines Hubschraubers antreibt. Die Gasturbine des Turboprop-Antriebs und das Hubschraubertriebwerk sind Wellenleistungstriebwerke, deren Haupt-Leistungsabgabe Rotationsleistung an ihrer Welle ist.

##### Staustrahltriebwerk
Bei einem Staustrahltriebwerk wird die Eingangsluft wie beim Turbojet verdichtet, zusammen mit dem Kraftstoff in der Brennkammer verbrannt, und das entstehende Heißgas über die Schubdüse nach außen geführt. Die Verdichtung geschieht im Einlauf, in dem die Geschwindigkeit des Gases relativ zum Flugzeug stark verzögert wird, sodass der Druck steigt. Da weder ein rotierender Verdichter noch eine Turbine zu dessen Antrieb vorhanden sind, kommt das Staustrahltriebwerk weitgehend ohne bewegliche Teile aus.
Da ein Staustrahltriebwerk zum Verdichten eine erhebliche Vorwärtsbewegung durch die Luft benötigt (meist mindestens mehrere Hundert km/h, ein Scramjet meist Überschall), kann es bei Stillstand des Flugzeugs nicht arbeiten.
Im Ramjet verlaufen Verdichtung und Verbrennung bei „lokalem Unterschall“ – aus Sicht des Triebwerks durchfließt die Luft diese Triebwerksbereiche nicht mit Überschall-Geschwindigkeit.
Im Scramjet wird das gesamte Triebwerk mit „lokalem Überschall“ durchströmt.

##### Pulsstrahltriebwerk
Das Pulsstrahltriebwerk arbeitet im Gegensatz zum Staustrahltriebwerk pulsierend (nicht-kontinuierlich) und ist sehr einfach aufgebaut. Es besteht aus dem Strahlrohr mit Brennkammer und Flatter- oder Jalousieventilen. Diese lassen von vorn Luft in die Brennkammer, schließen jedoch automatisch bei (versuchter) Gegenströmung. Der zugeführte Kraftstoff entzündet sich und das expandierende Heißgas kann das Strahlrohr nur nach hinten verlassen. Es gibt auch Bauformen ohne Jalousien, die auf „aerodynamischen Ventilen“ beruhen.

### Nicht-luftatmende Antriebe
Bei der Bezeichnung „nicht-luftatmend“ wird zumeist implizit vorausgesetzt, dass die Antriebsart dennoch auf Verbrennung basiert.
Bei diesen Antriebsarten wird der benötigte Oxidator im Fluggerät mitgeführt. In der Regel handelt es sich um einen flüssigen Sauerstoffträger.

#### Raketenantrieb
Beim Raketenantrieb führt die Verbrennung im Raketentriebwerk zu einer starken Expansion, die durch die Schubdüse ausgeführt wird. Das entstehende Heißgas, die sogenannte Stützmasse, breitet sich in eine bestimmte Richtung aus, entsprechend dem Gesetz Actio und Reactio wird der Flugkörper in die entgegengesetzte Richtung angetrieben.
Das Raketentriebwerk ist ein (nicht-luftatmendes) Strahltriebwerk. Entweder der Treibstoff beinhaltet bereits den zur Oxidation benötigten Sauerstoff, oder der Sauerstoff wird gesondert mitgeführt; die Expansion des Treibstoffes kann auch auf Molekülzerfall beruhen (keine Verbrennung). In allen Fällen ist kein Sauerstoff aus der Umgebung nötig.

### Weitere Antriebsarten
Andere Antriebsarten haben bisher nur geringe Bedeutung:
- Elektromotor mit Propeller: Die Energie für den Elektromotor entstammt einem Akku, selten einer Brennstoffzelle oder Solarzellen (Solarflugzeug). Auch an Hybridsystemen aus Elektromotor und luftatmendem Verbrennungsantrieb wird geforscht.
- Tretpedale oder mechanische Energiespeicher mit Propeller: Lediglich bei Flugmodellen werden am Boden Gummis verdrillt, die dann beim Sich-Entdrillen einen Propeller drehen und Vortrieb erzeugen. Mit (menschlicher) Muskelkraft betriebene Flugzeuge sind Muskelkraftflugzeuge.
- Vortrieb mittels Flügelschlagens: Ornithopter (auch Schwingenflugzeuge) gibt es bisher nur im Experimentalbereich oder im Modellbau, die eigentliche Antriebskraft erzeugt ein Elektro-, Verbrennungs- oder Federmotor.

## Anzahl
Kleine Flugzeuge besitzen oft nur eine Antriebseinheit, größere besitzen meist mehrere gleichartige Einheiten – meist nicht mehr als vier, zumeist spiegelsymmetrisch zum Rumpf nebeneinander montiert. Sie erreichen so einen ausreichenden Gesamtschub, günstigere Belastung der Flugzeugstruktur, Redundanz bei Ausfall eines Triebwerks und/oder weitere aerodynamische Vorteile.
Flugzeuge für die kommerzielle Passagierluftfahrt sind zumeist mit mindestens zwei Triebwerken ausgestattet. Damit ist ein hohes Maß an Sicherheit durch Redundanz erreicht. Gleichzeitig ist mit zwei Triebwerken die höchste Wirtschaftlichkeit gegeben; mehr Triebwerke würden mehr Wartungsaufwand und mehr Treibstoffverbrauch bedeuten. Deshalb sind bei den meisten kommerziellen Flugzeugen (und bei fast allen neuen Flugzeugen) zwei Triebwerke verbaut. Für Langstrecken- und Ultralangstreckenflüge beschränken die ETOPS-Regeln, welche Route eingeschlagen werden darf, abhängig von der Distanz zu verfügbaren Ausweichflughäfen, der ETOPS-Zulassung der Airline und der ETOPS-Zulassung des Flugzeugs, die unter anderem von der Triebwerksanzahl abhängt. Dies beschränkt Routen über Gebiete ohne Ausweichflughäfen, beispielsweise Ozeane, Wüsten, Steppen, ausgedehnte Wälder oder Hochgebirge, sowie anderweitig nicht anfliegbare Bereiche, wie zum Beispiel Kriegsgebiete. Ohne ETOPS-Zulassung gelten allgemeine, noch stärkere Routenbeschränkungen.

## Problemfelder
Durch die Flughöhen und den damit verbundenen niedrigen Luftdruck ergeben sich technische Schwierigkeiten, die Motoren mit genügend Sauerstoff aus der Umgebungsluft zu versorgen, insbesondere bei Kolbenmotoren. Eine Möglichkeit der Kompensation der geringeren Luftdichte bei Kolbenmotoren besteht in der Motoraufladung.
Auch Gasturbinen zeigen in großer Höhe Leistungseinbußen, allerdings in geringerem Maße, da der Wirkungsgrad in kälterer Luft zunimmt.